# Mammalodontidae
A Mammalodontidae az emlősök (Mammalia) osztályának párosujjú patások (Artiodactyla) rendjébe, ezen belül a cetek (Cetacea) alrendágába tartozó fosszilis család.
Ezek a cetek, a kezdetleges szilák mellett foggal is rendelkeztek.

## Rendszerezés
A családba az alábbi 2 nem tartozik:
- Janjucetus Fitzgerald, 2006 - késő oligocén; Ausztrália
- Mammalodon Pritchard, 1939 - késő oligocén; Ausztrália, Új-Zéland

## Fordítás
- Ez a szócikk részben vagy egészben  a   Mammalodontidae című angol Wikipédia-szócikk ezen változatának fordításán alapul.  Az eredeti cikk szerkesztőit annak laptörténete sorolja fel. Ez a jelzés csupán a megfogalmazás eredetét és a szerzői jogokat jelzi, nem szolgál a cikkben szereplő információk forrásmegjelöléseként.
- Ez a szócikk részben vagy egészben  a   List of extinct cetaceans#Suborder_Mysticeti című angol Wikipédia-szócikk ezen változatának fordításán alapul.  Az eredeti cikk szerkesztőit annak laptörténete sorolja fel. Ez a jelzés csupán a megfogalmazás eredetét és a szerzői jogokat jelzi, nem szolgál a cikkben szereplő információk forrásmegjelöléseként.